# キャスロン・スタロック
キャスロン・スタロック（Kathron Sturrock, 1948年7月17日 - ）は、イギリスのピアノ奏者。
ボーンマスの生まれ。ロンドン王立音楽大学でシリル・スミスとジョーン・トリンブルに師事後、オーストリア政府の奨学金を取得し、ウィーンでアルフレッド・ブレンデルの指導を受けた。また、マーティン音楽奨学基金の援助でムスティスラフ・ロストロポーヴィチの下でチェロとピアノのレパートリーを教わっている。2度に渡り、ソフィア国際オペラ・コンクールで最優秀伴奏賞を得たことにより、エリーザベト・シュヴァルツコップのマスター・クラスで重用された。2003年から母校であるロンドン王立音楽大学のピアノ科の教授を務める。